# The Sims 2: World Adventure
The Sims 2: World Adventure (titolo originale The Sims 2: Bon Voyage) è il sesto expansion pack per il videogioco di simulazione per computer The Sims 2, uscito nel 2007. Con questa espansione i giocatori possono portare i propri sims in vacanza e far visitare loro nuove mete turistiche. Questa espansione si rifà un poco alle caratteristiche della quarta espansione del primo capitolo The Sims: In vacanza.

## Tre mete
Questa espansione introduce un nuovo quartiere delle vacanze con tre nuove mete disponibili: il villaggio "Tre Laghi" per trascorrere vacanze a contatto con la natura e all'aria aperta; l'"Isola Twikkii", che presenta un paesaggio esotico con vista sul mare e il Villaggio "Takemizu" che si ispira all'Estremo Oriente.

### Villaggio Tre Laghi
Il villaggio "Tre Laghi" è un luogo di montagna per i sims che amano la vita a contatto con la natura. Questo villaggio offre diverse attrazioni tipo: le terme dove potersi rilassare e le tende dove passare la notte in campeggio ad ammirare le stelle, riunirsi attorno al fuoco raccontando storie o affrontare le avventure tra locali. Se invece si vuole trascorrere del tempo in giro per i boschi potrete andare in campeggio ed incontrare anche strane creature come lo Yeti.

### L'Isola Twikkii
Quest'isola ha da offrire davvero tante sorprese. Presenta un ambiente tropicale (con clima estivo con l'espansione Seasons) dove tutti i sims potranno rilassarsi e provare questo nuovo paradiso tropicale. I lotti più interessanti sono le rovine Maya dove potrete immergervi nel passato. La Nave Pirata offre diverse interazioni e si potranno scoprire i misteri che nasconde. Infine si possono incontrare le persone del posto che vi insegneranno il loro saluto e la famosa danza del fuoco, in modo da poterlo insegnare anche agli amici quando si torna nel quartiere di origine. Se invece i vostri sims sono annoiati e hanno una mappa del luogo, potrebbero anche incontrare un vecchio stregone dell'Isola!

### Villaggio Takemizu
In questo villaggio potrete scoprire gli usi, i costumi e i misteri che ha da offrire un antico villaggio orientale. L'ambiente cambia in maniera notevole, si possono notare i nuovi saluti orientali, oppure i tetti a pagoda degli edifici e anche dei meravigliosi giardini con templi antichi. Visitando le mete culturali e alcuni lotti segreti si possono incontrare degli anziani che ci insegneranno storie e antiche leggende, oppure un ninja che ci insegnerà alcuni trucchetti. Molto notevole è la saporita cucina locale, il te e il Giardino zen. Se si possiede una mappa (che è possibile trovare con l'azione "Cerca un tesoro", presente sul terreno), è possibile incontrare un vecchio Saggio, che ci insegnerà una leggenda da raccontare a tutti, al ritorno.

## Alloggi e hotel
Una volta prenotata la vacanza, ovviamente con la possibilità di scegliere la durata (dai 3 ai 7 giorni) e gli amici con cui andare, arriverà una navetta che vi porterà a destinazione. Il gioco prevede anche la creazione di Hotel (grazie all'aiuto di alcuni trucchi). In più potrete aggiungere anche dei lotti spiaggia, dove costruirvi un hotel oppure delle case vacanza.

## Mare e spiagge
Un'altra novità riguarda l'introduzione delle spiagge e del mare. Si possono ovviamente usare come lotti comunitari, residenziali o lotti albergo. Ora finalmente i nostri sims potranno godersi la vacanza in spiaggia con un bel bagno nel mare. In più nelle spiagge sono disponibili diverse interazioni come: prendere il sole, nuotare nell'oceano, cercare conchiglie, osservare le onde; insomma ci sarà da rilassarsi e godersi un bel panorama tropicale dalle finestre dell'albergo.

## Immergersi nella cultura
Ogni meta turistica offre differenti usi e costumi che i nostri sims potranno conoscere e imparare in ogni meta diversa che visiteremo.

## Benefici dei Viaggi
Ogni viaggio porta dei benefici al ritorno dalle vacanze. A seconda di come è andata la vacanza riceveremo delle piccole ricompense come l'aggiunta di un desiderio, l'operosità di una carriera, la freschezza e altro.

## Novità, oggetti e caratteristiche
In World Adventure sono stati introdotti più di un centinaio di nuovi oggetti fra i quali anche diversi per le costruzioni di hotel e molti altri per creare ambienti molto più realistici come gli ornamenti per riprodurre le spiagge. Una delle caratteristiche peculiari sono l'introduzione dei gioielli (braccialetti, anelli, orecchini) e dei nuovi tipi di gusti (stacanovismo, vegetismo, licantropismo, buon carisma). I gioielli possono essere comprati oppure scelti direttamente quando si crea una nuova famiglia. Si possono abbinare alle tipologie degli abiti. Una nuova opzione è scattare le foto ad un sim. Si può scegliere l'inquadratura e mettersi in posa. Molto utile per quando portiamo i nostri sims in vacanza che poi potranno essere conservate in un album da ordinare su internet.

## Gli Yeti e i Samurai
Le creature di questa espansione sono gli Yeti e i Samurai. Questi strani e pelosi esseri si possono incontrare nei lotti segreti, e hanno tutti gli stemmi e le abilità al massimo. Se si stabilisce un buon rapporto con essi c'è la possibilità di usare l'opzione di adottarli e quindi farli entrare a far parte della propria sim famiglia. I Samurai sono una razza segreta nel gioco e possono insegnare varie cose fra le quali teletrasportarsi, meditare, ecc.